# Оливер Ковачевић
Оливер Ковачевић (Сплит, 29. октобар 1974) бивши је српски фудбалски голман.

## Каријера
Ковачевић је прошао млађе категорије Хајдука из Сплита где му је тренер између осталог био и Владимир Беара. По избијању рата у Хрватској преселио се у Србију 1991. године. Прикључио се тада ФК Рад, да би затим бранио за београдске клубове Бежанију, Дорћол, Сремчицу. На прволигашкој сцени дебитовао је у дресу ФК Милиционар (1996–2001), за који је наступао на 63 првенствене утакмице. Каријеру је затим наставио на голу ФК Железник (2001–2005), са којим је као капитен примио пехар за освојени Куп СЦГ 2005. када су у финалу савладали (1:0) београдску Црвену звезду. Након Железника, Ковачевић је у иностранству био играч турског Самсунспора и бугарског ЦСКА из Софије.
На голу репрезентације Србије и Црне Горе стајао је на три меча. Дебитовао је 8. јуна 2005. у Торонту против Италије (1:1), а наступао је још и против Кине (2:0) у Нањингу 2005. и Јужне Кореје (0:1) у Сеулу 2005. Као резервни голман био је у саставу репрезентације Србије и Црне Горе на Светском првенству 2006. у Немачкој.